# Venustiano Carranza (Coahuila)
Venustiano Carranza es una localidad del estado mexicano de Coahuila. Es parte del municipio de Nava.

## Toponimia
El nombre de la localidad rinde homenaje a Venustiano Carranza, promotor de la Constitución mexicana de 1917.

## Demografía
| Gráfica de evolución demográfica |
|                                  |

| Censo | Población |
| ----- | --------- |
| 1980  | 711       |
| 1990  | 1 522     |
| 2000  | 4 079     |
| 2010  | 4 921     |
| 2020  | 5 250     |